# Kasper Jørgensen (fodboldspiller, født 1999)
 For alternative betydninger, se Kasper Jørgensen. (Se også artikler, som begynder med Kasper Jørgensen)
Kasper Poul Mølgaard Jørgensen (født 7. november 1999) er en dansk fodboldspiller, der spiller for den østrigske klub LASK Linz. 

## Karriere
Kasper Jørgensen skiftede i sommeren 2018 efter 1. år som U/19-spiller fra FC Nordsjællands U/19-hold til Brøndby IF's U/19-hold. Han udtalte i januar 2019, at han håbede at tilspille en plads i Brøndby IF's superligatrup fra sommeren 2019.

### Lyngby Boldklub
Den 11. juli 2019 skrev Kasper Jørgensen under på treårig kontrakt med superligakluben Lyngby Boldklub.

### AaB
Den 9. januar 2023 solgte Lyngby Boldklub Kasper Jørgensen til AaB for 5.000.000 Kr.